# Daund
Daund är en ort i Indien.   Den ligger i distriktet Pune och delstaten Maharashtra, i den sydvästra delen av landet, 1 200 km söder om huvudstaden New Delhi. Daund ligger 517 meter över havet och antalet invånare är 45 440.
Terrängen runt Daund är platt. Runt Daund är det tätbefolkat, med 297 invånare per kvadratkilometer. Daund är det största samhället i trakten. Trakten runt Daund består till största delen av jordbruksmark.